# Jewgienij Pomieszczikow
Jewgienij Michajłowicz Pomieszczikow (ros. Евге́ний Миха́йлович Поме́щиков; ur. 1908, zm. 1979) – radziecki scenarzysta. Laureat Nagrody Stalinowskiej (1948). Absolwent WGIK.

## Wybrane scenariusze filmowe
- 1937: Bogata narzeczona
- 1939: Górą dziewczęta
- 1941: Wojenny almanach filmowy nr 4
- 1943: My z Uralu
- 1947: Konik Garbusek
- 1954: Pogromczyni tygrysów